# Karbaminohemoglobina
Karbaminohemoglobina, HHbCO2 – związek hemoglobiny z dwutlenkiem węgla, CO2, który tworzy wiązania kowalencyjne z grupami aminowymi podjednostek α i β hemoglobiny z uwolnieniem protonów zgodnie z równaniem:
Hb−NH
2 + CO
2 → Hb−NH−COO−
 + H+

Karbaminohemoglobina ma niższe powinowactwo do tlenu niż hemoglobina i łatwiej oddaje go w tkankach o wyższym metabolizmie. Hemoglobina transportuje w postaci związanej 10% CO2. 90% transportu CO2 we krwi wynika z jego rozpuszczalności w osoczu (70%) i cytoplazmie erytrocytów (20%).